# Elias Howe
Pour les articles homonymes, voir Howe.
Elias Howe, Jr., né le 9 juillet 1819 à Spencer (Massachusetts) et mort le 3 octobre 1867 à Brooklyn (New York), est un inventeur américain, pionnier de la machine à coudre et de prototypes anticipant les fermetures éclair.

## Biographie
Elias Howe était le fils d'Elias Howe Sr. et de Polly (Bemis) Howe. Son père, diplômé de l'université, possédait une scierie. Le jeune Howe fut placé en apprentissage dans une filature à Lowell en 1835 ; mais après la fermeture de cette usine, due à la crise bancaire de 1837, il trouva du travail dans une autre filature à Cambridge (Massachusetts) où, aux côtés de son cousin Nathaniel Banks, il assurait la maintenance des cardeuses à rouleau. Au début de 1838, il se perfectionna dans la réparation de machine à l'atelier d'Ari Davis, un horloger fabricant d'instruments de mesure de Cambridge. C'est là que Howe conçut l'idée d'une machine à coudre.
Howe n'était pas le premier à se pencher sur le problème : les premiers privilèges d’invention remontent à 1790, et même certaines machines ont été réellement fabriquées, l'une d'elles à 80 exemplaires ; mais Howe améliorait nettement les modèles antérieurs : le renversement de l'aiguille (par rapport au geste manuel), le chas étant en partie basse, au contact du tissu ; le mouvement de navette de l'aiguille et le rembobinage du fil.
Cela lui valut le premier brevet américain pour une machine à repriser en point coulé, le 10 septembre 1846 (brevet US n°4750).
De sa femme, Elizabeth Jennings Ames, qu'il épousa le 3 mars 1841 à Cambridge, il eut trois enfants : Jane Robinson (1842–1912), Simon Ames (1844–1883) et Julia Maria (1846–1869). 
Malgré l'exclusivité du marché américain, Howe éprouva les plus grandes peines à trouver des investisseurs aux Etats-Unis, et ce n'est que grâce à son frère aîné Amasa Bemis Howe, de voyage en Angleterre au mois d'octobre 1846, qu'il parvint à vendre une première machine à un fabricant de corsets et d'articles de mode du faubourg de Cheapside, William Thomas, pour 250 livres sterlings. Elias fit venir toute sa famille à Londres en 1848, mais la mésentente avec son  son frère Amasa et la santé chancelante de sa femme le ramenèrent pratiquement sans un sou sur le territoire américain. Sa femme Elizabeth mourut peu après à Cambridge (Massachusetts).
Simultanément, de nouveaux modèles de machine à coudre apparaissaient sur le marché : Isaac Singer, grâce aux idées de Walter Hunt, avait perfectionné le modèle de Howe, qui engagea procès sur procès jusqu'en 1854 pour défendre son brevet. Sa victoire au tribunal lui apporta cette fois de substantielles royalties de Singer et d'autres concurrents ; mais c'est surtout au cours de la Guerre de Sécession, comme fournisseur du 17e régiment de volontaires du Connecticut de l'Armée de l'Union, qu'il s'enrichit. Lui-même servait comme vaguemestre de la Compagnie D, ayant fait état de sa santé chancelante (il ne marchait qu'en s'appuyant sur son shillelagh) pour éviter le front,.
Comme son rival malheureux Hunt, Howe repose dans le Green-Wood Cemetery de Brooklyn à New York.

Machines à coudre d'Elias Howe
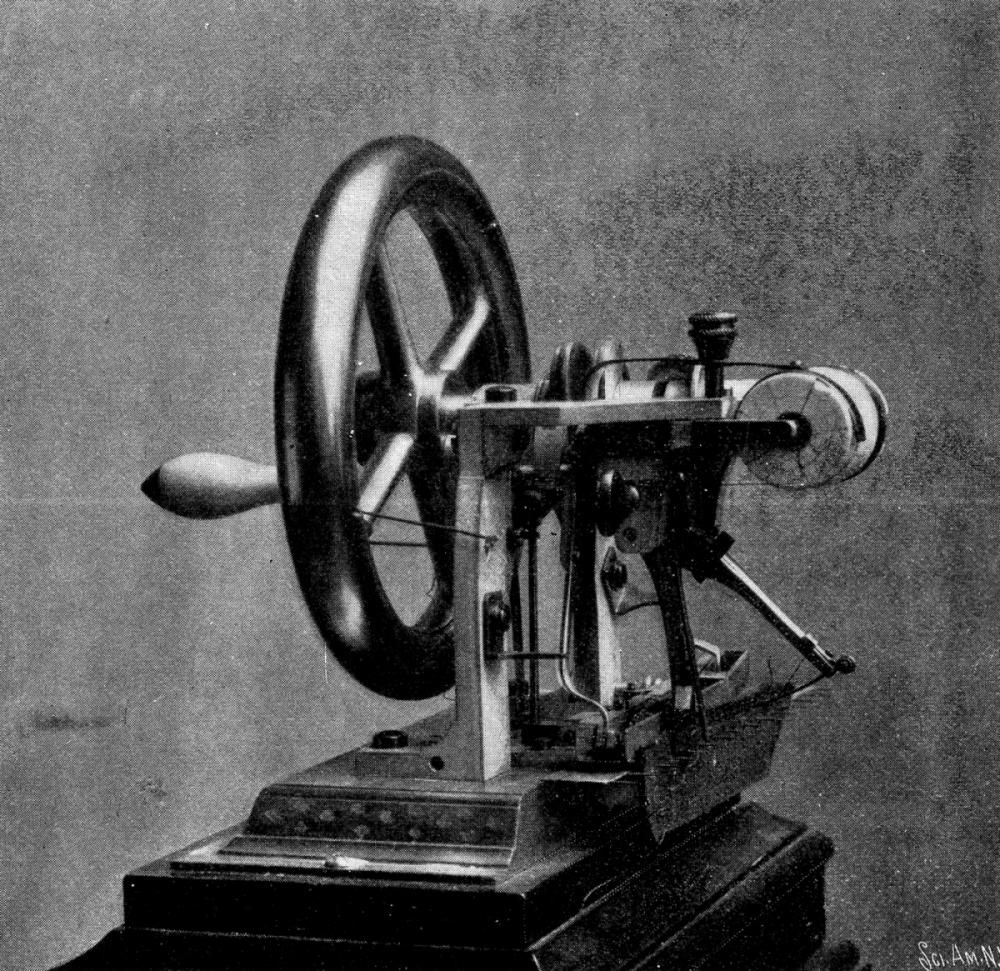
Machine à coudre d'Elias Howe, 10 septembre 1846.
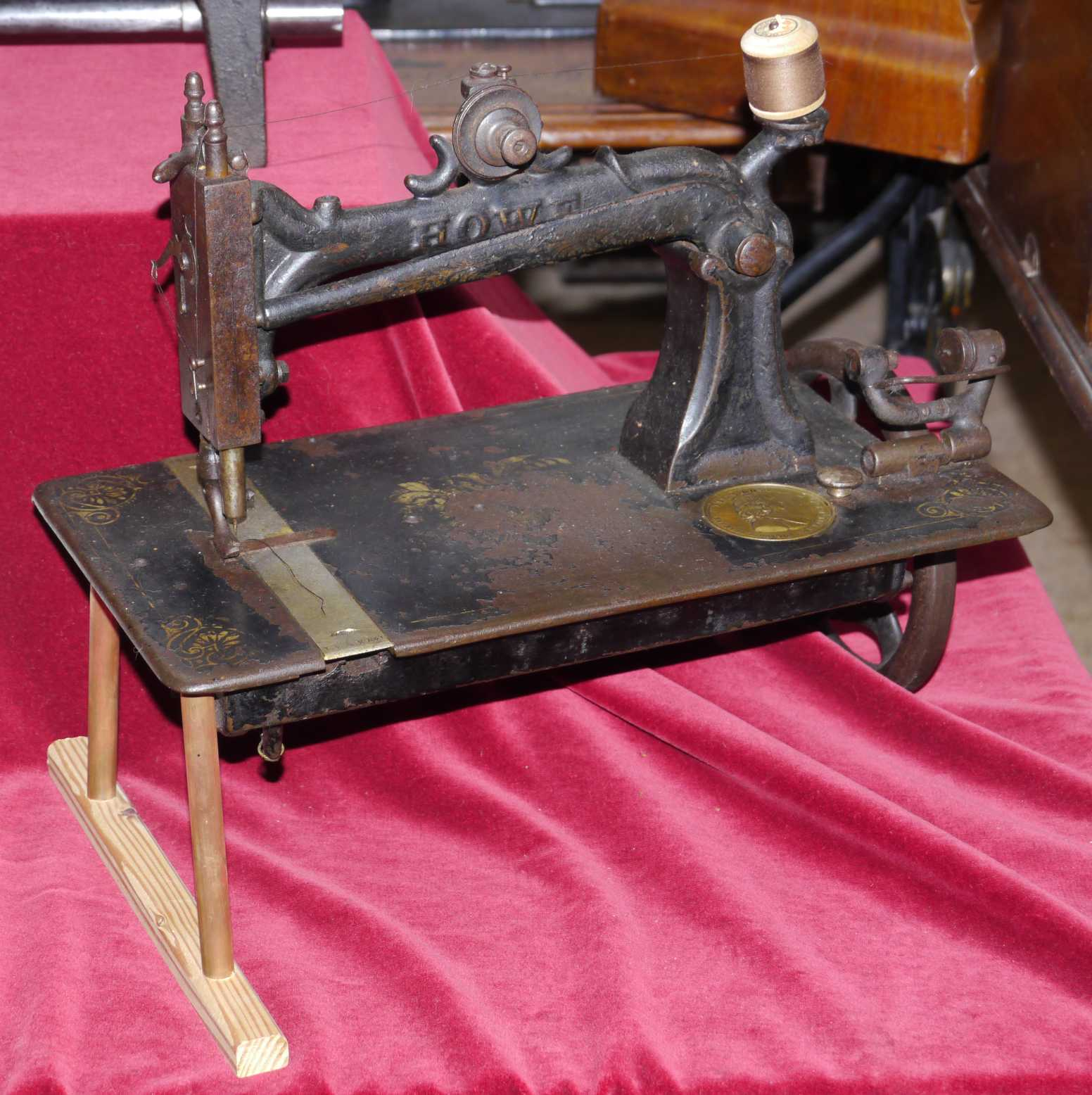
Machine à coudre Howe au Nähmaschinenmuseum de Sommerfeld (Allemagne).
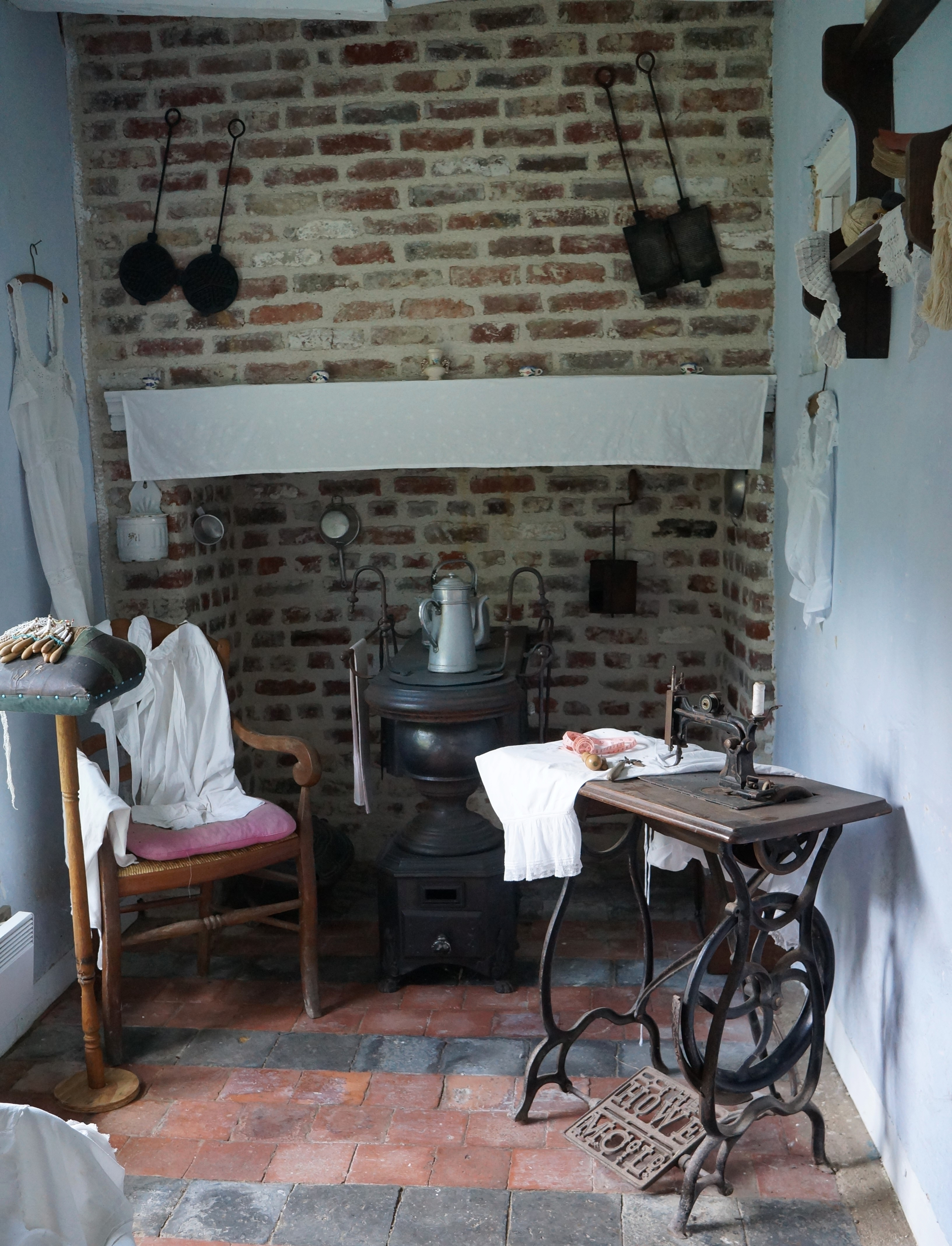
Machine à coudre Howe dans un atelier de couture et de dentelles dans un intérieur typiquement flamand (musée de Plein air à Villeneuve-d'Ascq (France)).

## Hommages

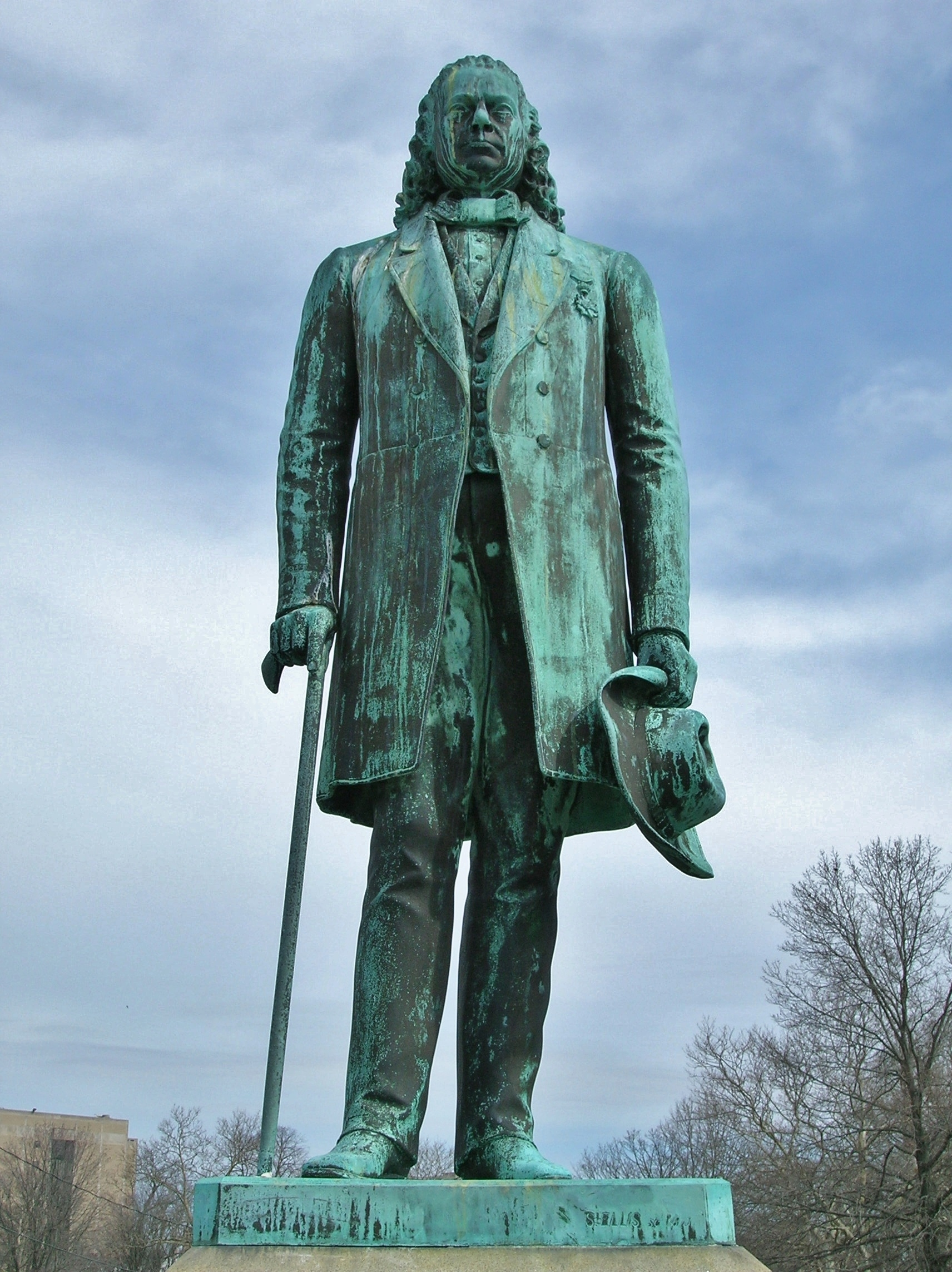
Statue d'Elias Howe sculptée par Salathiel Ellis (1873) dans le Seaside Park à Bridgeport (Connecticut).

Les Beatles lui dédièrent leur film Help! au début des crédits de fin du générique.
Elias Howe est évoqué parmi les grands inventeurs de l'histoire américaine dans la chanson Mother Necessity de Bob Dorugh dans la série documentaire Schoolhouse Rock! (en), :
Elias, can you help me with my sewing?

Mother dear, I'll fulfill your fondest wishes.

Elias, how?

This machine I've made will keep your sewing really flowing.

In fact, we'll keep the whole nation in stitches. Ah!